# Фальц-Фейн, Эдуард фон
Эдуа́рд Олег Алекса́ндрович фон Фальц-Фейн (14 сентября 1912, Гавриловка, Херсонская губерния — 17 ноября 2018, Вадуц) — барон, общественный деятель Лихтенштейна, меценат.
Отец Александр Эдуардович — агроном, брат основателя заповедника «Аскания-Нова» Ф. Э. Фальц-Фейна, мать Вера Николаевна — из семьи генералов и адмиралов русского флота Епанчиных.
Двоюродный брат, с которым его иногда путают — Эдуард Теодор фон Фальц-Фейн (1912—1974), бобслеист, участник зимних Олимпийских игр 1936 года.

## Биография
Родился 14 сентября 1912 года в селе Гавриловка, Золото-Балковская волость, Херсонский уезд, Херсонская губерния, Российская империя (ныне — Херсонской области, Украина).
Дед Эдуарда со стороны матери генерал от инфантерии Николай Алексеевич Епанчин был директором Пажеского Его Императорского Величества корпуса. В 1917 году Эдуард вместе с родителями гостил у деда в Петрограде и стал свидетелем Октябрьской революции.
В 1918 году семья в полном составе эмигрировала в Германию. Через два года от сильных эмоциональных переживаний отец будущего барона скоропостижно скончался. Воспитанием мальчика стал заниматься его дед. В 1922 году Эдуард Александрович перешёл из лютеранства в православие (получив в Св. Крещении имя Олег). После Германии жил во Франции (1923 год), затем в Лихтенштейне.
В 1932 году Фальц-Фейн выиграл велогонку среди студентов и стал чемпионом Парижа. На него обратил внимание босс спортивной газеты «L’Auto» и пригласил стать корреспондентом в Германии. В 1936 году он был аккредитован на Олимпийских играх в Германии, став лучшим репортёром газеты — «золотым пером».
В 1936 году Фальц-Фейн создал в Лихтенштейне Олимпийский комитет и команду для участия в зимней Олимпиаде 1936 года.
Во время Второй мировой войны актуальность спорта снизилась и спортивный репортер не был нужен. Барон оставил журналистику и стал заниматься туризмом. В центре Вадуца ему принадлежит магазин сувениров, перед которым останавливаются все туристические автобусы, что сделало его «королём сувениров».
В 1951, 1953—1973 — президент Ассоциации велосипедного спорта Лихтенштейна.
Эдуарду Фальц-Фейну удалось поднять спортивный уровень маленькой страны, благодаря начатой им кампании по приглашению в Лихтенштейн перспективных спортсменов из числа судетских немцев. В 1980 году в Лейк-Плэсиде «самая маленькая страна» получила золотые медали в горнолыжном спорте, завоёванные получившими лихтенштейнское гражданство судетскими немцами Ханни и Андреасом Венцелями.
Утром 17 ноября 2018 года в доме барона в Вадуце возник пожар. Прибывшие пожарные обнаружили Фальц-Фейна без признаков жизни. Причиной смерти официально признано отравление угарным газом.
24 ноября 2018 года, после отпевания в часовне на кладбище Кокад, согласно завещанию был похоронен там же в семейном склепе Епанчиных-Фальц-Фейнов.

### Семья
5 апреля 1951 года в Лондоне женился на Вирджинии Кертисс-Беннет (20 января 1927 г., Лондон — 24 июня 2022 г., Монако), дочери английского лорда Ноэля Кертисс-Беннета (1882—1950) и его второй жены леди Дороти Кертисс-Беннет, урождённой Андерсон (умерла в 1979 г.). Супруги имели одну дочь баронессу Людмилу Эдуардовну фон Фальц-Фейн (р. 9 февраля 1952 г., Сант-Мориц), которая 12 октября 1979 г. в Монако вышла замуж за голландского скульптора и художника Корстина Веркаде (1941—2020). В этом браке родилась дочь — Казимира (р. 16 апреля 1981 г., Монако). Людмила Эдуардовна живёт в Монте-Карло. Эдуард Александрович и Вирджиния развелись в 1962 г. Позже, в 1963 г. она вышла замуж за американского писателя Пола Гэллико (1897—1976).
30 января 1964 года в Мюнхене Эдуард Александрович женился на Кристине Шварц (25 июля 1937 г. — 31 января 1980 г.). Она работала манекенщицей и дизайнером. Умерла от передозировки наркотиков. Похоронена в Фельдкирх. Детей во втором браке не было.

## Барон и Россия

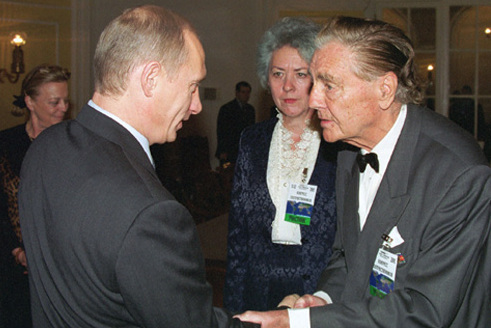
Владимир Путин и Фальц-Фейн

В 1975 году на аукционе «Sotheby’s» в Монте-Карло барон познакомился с Ильёй Зильберштейном, которого библиотека имени Ленина послала на аукцион купить уникальное русское издание XVIII века о море из коллекции Дягилева — Лифаря. Зильберштейн опоздал, торги были закончены, книгу купил барон. Эдуард Александрович с большой радостью подарил книгу Зильберштейну для библиотеки. Так случай приблизил барона к России, а Илья Самойлович стал его другом. Зильберштейн первым в советской России стал с уважением писать о русской эмиграции в Огоньке и Литературной газете: о Лифаре, о Фальц-Фейне и его коллекции, о коллекции дягилевских художников из собрания князя Никиты Лобанова-Ростовского.
Барон, наконец, нашёл способ приехать в Россию. В МОК решался вопрос, кому достанутся летние Олимпийские игры 1980 года, Лос-Анджелесу или Москве. Будучи долгое время бессменным президентом Олимпийского комитета Лихтенштейна, он перед голосованием попросил каждого из членов МОК дать шанс Москве. Олимпиаду отдали Москве, и в благодарность министр спорта СССР Павлов С. П. лично организовал неофициальный визит барона в Советский союз.
Эдуарду Александровичу было под 70, когда его впервые пустили на Родину. Он решил восстановить имя Фальц-Фейн на юге, а имя Епанчи́н — на севере, в Санкт-Петербурге. Курировал Суворовское училище в Петербурге (бывший Пажеский корпус), помогал Аскании-Нова, возвращал на родину, казалось, безвозвратно утерянные богатства.
Первым крупным даром барона своей Родине стала часть библиотеки Дягилева — Лифаря, состоящая из сотни книг. Ещё в конце 1970-х Эдуард Александрович познакомился с Юлианом Семёновым. Вместе они решили создать Международный комитет по возвращению русских сокровищ на родину — и эта идея надолго связала их вместе. Барон принял непосредственное участие в возвращении праха Шаляпина в Россию. Только к нему, как к близкому другу, прислушался Фёдор Фёдорович Шаляпин, сын великого русского певца, и дал разрешение на перевоз гроба с прахом отца из Парижа на Родину. После смерти Фёдора Фёдоровича барон выкупил фамильные реликвии Шаляпиных, которые остались в Риме, и подарил их Музею Шаляпина в Петербурге.
Дары от барона стали поступать в Россию регулярно с возникновением Советского фонда культуры.
Много сил и средств потратил барон на поиски Янтарной комнаты из Екатерининского дворца Царского Села, будучи членом международной группы поиска. Поиски не увенчались успехом, и барон увлекся идеей её восстановления. Присылал из Швейцарии шлифовальные станки, особые свёрла, писал письма «куда надо», давал интервью журналистам… По его ходатайству Германия вернула в Царское Село уникальные раритеты, единственное, что удалось найти от легендарной янтарной комнаты — комод красного дерева и одну из четырёх флорентийских мозаик.

Благодаря барону в 1990-х годах за границей возникли сразу два русских музея. В 1994 году он открывает Музей Суворова в Гларусе, в швейцарском городке, в котором и через двести лет помнят о походе великого русского полководца. В сентябре 1995 появился музей Екатерины II в Германии, на её родине, в маленьком городке Цербсте. Эдуард Александрович договорился с бургомистром, что город отреставрирует здание под музей, а барон отдаст из своей коллекции экспонаты, связанные с Екатериной II.

Дар Фальц-Фейна Воронцовскому дворцу

Важнейшая его акция — организация передачи знаменитого «архива Соколова» — следственных документов по делу об убийстве царской семьи в Екатеринбурге. «Когда мы встречались здесь с премьером Черномырдиным, — говорит барон, — я снова напомнил ему о просьбе князя Лихтенштейна о возвращении ему домашних архивов, захваченных в 1945 году Красной Армией в Австрии в качестве военного трофея. Архивы продолжали считать трофеем на протяжении полувека, хотя ясно, что это не так — княжество не участвовало в войне, сохраняло нейтралитет. Премьер внимательно выслушал мои аргументы и заметил, что „надо что-то дать взамен“, то есть сделать какой-то подарок. По моему совету, князь за 100 тысяч долларов приобрел бумаги Соколова, а я договорился об обмене их на его архив». Официальный документ об обмене домовых книг главы лихтенштейнского княжеского дома Ханса-Адама II на бесценные для России материалы Николая Соколова был подписан во время визита министра иностранных дел России Евгения Примакова в княжество Лихтенштейн.
Внёс значительный вклад в восстановление Мальтийской капеллы и корпусной церкви и стал главным инициатором того, что в Санкт-Петербургском Суворовском Военном Училище появилась самая лучшая в военно-учебных заведениях России корпусная церковь и кадетский музей. Это по его — внука Николая Епанчина (генерала от инфантерии и директора Пажеского корпуса в начале XX века) — инициативе были сделаны две точные копии пажеской униформы с музейных экспонатов. Поэтому не случайно почётному гостю была предоставлена честь перерезать ленточку первой экспозиции кадетского музея.
Одна из картин галереи Воронцовского дворца — «Портрет князя Григория Потёмкина» кисти Левицкого — была подарена бароном Фальц-Фейном.
Возвращен в Ливадийский дворец ковёр — подарок Иранского шаха, с изображением семьи Николая II.

## Общественные посты
- Был почётным членом клуба друзей музея-заповедника «Царское Село»[9]
- Был членом попечительского совета Санкт-Петербургского суворовского училища (c 2005 года) до своей смерти.
- Был членом международного попечительского совета фонда «Дети России»
- Был почётным членом Лихтенштейнского общества русской культуры (www.russki.li).

## Награды

### Награды Лихтенштейна
- «Золотой Лавр» (2003 год) (присуждается в знак признания выдающихся достижений успешным спортсменам и людям, которые оказали неоценимые услуги для сферы спорта в Лихтенштейне)
- Титул барона Княжества Лихтенштейн[10]

### Награды России

#### Государственные награды России
- Орден Святой великомученицы Екатерины (30 сентября 2012 года) — за выдающийся вклад в миротворческую, гуманитарную и благотворительную деятельность, сохранение культурного наследия Российской Федерации[11]
- Орден Почёта (14 сентября 2002 года) — за большой вклад в сохранение и пропаганду русской культуры за рубежом, укрепление дружбы и сотрудничества между народами Российской Федерации и Княжества Лихтенштейн[12]
- Орден Дружбы народов (26 октября 1993 года) — за активную многолетнюю деятельность по пропаганде русской культуры за рубежом[13]
- Медаль Пушкина (20 августа 2007 года) — за большой вклад в сохранение культурного наследия России[14]
- Медаль «В память 300-летия Санкт-Петербурга» (2003 год)
- Благодарность Президента Российской Федерации (14 ноября 1998 года) — за большой вклад в сохранение и возвращение на Родину произведений русского искусства и предметов исторического наследия[15]

#### Иные награды России
- Медаль «В память 30-летия Игр XXII Олимпиады 1980 года в г. Москве» (2010 год)[16]
- Нагрудный знак МИД России «За вклад в международное сотрудничество» (2012 год)[17]
- Орден преподобного Сергия Радонежского II степени (РПЦ, 2002 год) — за выдающиеся заслуги в деле развития русской культуры и в связи с юбилеем[18]
- Лауреат Царскосельской художественной премии (1997 год)
- Лауреат Международной премии имени Николая Рериха (2004 год)
- Почётная грамота Правительственной комиссии по делам соотечественников за рубежом (2009)[19].

### Награды Украины
- Орден князя Ярослава Мудрого IV степени (24 августа 2012 года) — за весомый личный вклад в укрепление международного авторитета Украины, популяризацию её исторического наследия и современных достижений и по случаю 21-й годовщины независимости Украины[20]
- Орден князя Ярослава Мудрого V степени (13 сентября 2007 года) — за выдающийся личный вклад в сохранение украинского культурного наследия, активное участие в развитии природоохранной и эколого-образовательной деятельности биосферного заповедника «Аскания-Нова» имени Ф. Э. Фальц-Фейна Украинской академии аграрных наук[21]
- Орден «За заслуги» I степени (15 ноября 2002 года) — за значительный личный вклад в повышение международного престижа Украины, многолетнюю плодотворную благотворительную деятельность[22]
- Орден «За заслуги» II степени (22 мая 1998 года) — за значительный личный вклад в сохранение украинского исторического и культурного наследия, активное содействие развитию Биосферного заповедника «Аскания-Нова» имени Ф. Э. Фальц-Фейна[23]
- Почётный знак отличия президента Украины (13 июня 1994 года) — за многолетнюю бескорыстную деятельность по возвращению на Украину национальных культурных ценностей, личный вклад в обновление заповедника «Аскания-Нова»[24]
- Почётная грамота Кабинета Министров Украины с памятным знаком (21 мая 1998 года) — за весомый личный вклад и активное содействие в восстановлении историко-культурного наследия биосферного заповедника «Аскания-Нова» имени Ф. Э. Фальц-Фейна[25]

### Другое
- Почётный знак Союза Советских обществ дружбы и культурных связей с зарубежными странами «За вклад в дело дружбы».
- За успехи в бизнесе награждён международной премией «Хрустальный глобус».
- В честь Эдуарда фон Фальц-Фейна названа малая планета (9838) Фальц-Фейн, открытая астрономом Крымской астрофизической обсерватории Людмилой Журавлёвой 4 сентября 1987 года[26].

## Барон в кинематографе
- «Русский век барона Фальц-Фейна», 2010 г., реж. Руслан Кечеджиян.
- «Эдуард Фальц-Фейн. Русские монологи», 1989 г., реж. Семён Аранович.
- «Кто он, барон Фальц-Фейн?», 1996 г., автор Игорь Михайлов.
- «Любите Родину, как он», 2016 г., реж. Владимир Костюк.